# 株式会社大山田出版仮編集部員山下たろーくん
『株式会社大山田出版仮編集部員山下たろーくん』（かぶしきかいしゃだいやまだしゅっぱんかりへんしゅうぶいん やましたたろーくん）は、『週刊コミックバンチ』で連載されていたこせきこうじ原作の漫画作品。実質的な続編にあたる『山下たろーくん ‐うみとそらの物語‐』（やましたたろーくん うみとそらのものがたり）についても取り上げる。

## 概要
『株式会社大山田出版仮編集部員山下たろーくん』、『山下たろーくん -うみとそらの物語-』はかつて週刊少年ジャンプで連載されていた『県立海空高校野球部員山下たろーくん』の続編で、主人公である山下たろーのその後の姿を描いている。
『株式会社大山田出版仮編集部員山下たろーくん』は連載時に主人公の境遇の変化に伴いタイトルが変更されており、第1～3話までは『現在大無職再就職活動中山下たろーくん』、第106話～最終回は『発展途上編集部員山下たろー』となるが、コミックスのタイトルは『株式会社大山田出版仮編集部員山下たろーくん』で統一されている。本項では当作を「仮編集部員編」（「うみとそらの物語」では「前作」）と表記する。
『うみとそらの物語』は仮編集部員編の後半の話中で使われた漫画作品のタイトルが流用されている。連載時は途中でのタイトル変更はなく、青年誌連載作品としては珍しくセリフにルビ（振り仮名）が振られている。

## あらすじ
株式会社大山田出版仮編集部員山下たろーくん
前作の約11年後、現在無職で就職活動27連敗中の山下たろー。ハローワーク帰りのある日、河川敷の球場で草野球の試合に目をとめる。その一方のチームを率いるのは、下手くそなくせに勝利に固執するおっさんだった。このド下手なおっさんが株式会社大山田出版の社長だったことから、山下たろーは漫画週刊誌の編集に携わることとなり、「史上最高の編集部員」を目指すなかで様々な人々と出会い、自分自身の、そして出会った人々の運命を変えていくことになる。
山下たろーくん－うみとそらの物語－
前作から更に数年後、たろーは前作の出版社の社長秘書だった若山さんと結婚し、3歳になる息子の総一郎と共に嶋之島の私立小学校教師として赴任する。ところがその小学校では似た名前の教師を赴任させる予定で、しかもたろーの授業は校風に合わない内容だったこともあり、たったの数時間でその私立小学校を追われる身となった。翌日、島を離れるたろーの元に授業に共鳴した5人の小学生が追いかけ、かつて存在していた学校で先生になってほしいと頼まれる。そして紆余曲折の末に正式に「村立海空小学校」教員に採用されることとなり、前作同様たろー自身や出会った人々の運命を変えていく。
両作とも前作を髣髴とさせる野球の試合を行うシーンはあるものの、あくまでメインは編集部員及び教師としてのたろーの奮闘を描いている。

## 主な登場人物

### 仮編集部員編の登場人物
山下 たろー（やました -）
株式会社大山田出版第4編集部仮編集部員の28歳、後に正編集部員。10年前、春の選抜甲子園大会で全国制覇を成し遂げたが、酷使に次ぐ酷使で利き腕の右肩はおろか左肩まで故障してしまい、その後野球から遠ざかってしまった。10年後、勤めていた会社を解雇されハローワーク通いをするものの、27社連続で不採用となってしまう（たろー曰く「27連敗」）。しかし偶然から大山田出版の山田社長と知り合い、またその第4編集部に辰巳が在籍していた経緯から、仮編集部員として採用された。野球だけが取り柄だったが、それも10年の間にグローブのはめ方やバットの持ち方まで忘れてしまっていたほど逃げていた。しかし、草野球で「27連敗」という同じ境遇の山田社長と出会ったことにより、一念発起し絶対にあきらめない精神を持った本来の自分を取り戻して様々な困難に立ち向かい、出会った人々の心をゆさぶっていく。
単行本4巻カバー裏の社員証（仮のハンコが押されている）では「山下たろう」と表記されていた。

#### 株式会社 大山田出版
山田 大蔵（やまだ たいぞう）
株式会社大山田出版取締役社長。病気で早世した息子・六郎（ろくろう）とキャッチボールをして遊んでやらなかったことを悔いており、現在も野球を趣味としている。身体の弱かった六郎が漫画雑誌から様々なことを学んでいたことから、売り上げ不調といえども、自社の出版物から漫画雑誌を外すことはできないと思っている。たろーやコミックショーネンを社内抗争に利用しようとする者達に激しい怒りを覚え、たろー達を守ろうと決意した。
若山さん（わかやま‐）
大山田出版の社長秘書。当初はたろーと出会って興奮気味の社長を理解できないような描写があったが、次第にたろーに惹かれていく。脇役ではあるが社長室の場面では所々に登場している。
『うみとそらの物語』では主要キャラクターとして登場、該当する節にて述べる。

#### 「週刊コミックショーネン」編集部（第4編集部）
「週刊コミックショーネン」
創刊以来売り上げが伸びず、大山田出版の大荷物、日本一活気のない編集部と言われ、15時を過ぎても誰一人出勤してこないありさまだった。しかしたろーが関わったことで、編集部員や作家達の意識が変わり急激に発展、連載開始当初は発行部数10万部程度だったものが、後に100万部を超えることとなった。
辰巳 亮介（たつみ りょうすけ）
主任。かつて3番、サードでたろーとともに甲子園で全国制覇。小野田部長の娘・由紀恵と婚約したことで出世コースに乗れるはずだったが、仕事そのものにはやる気がなかった。しかしたろーと10年ぶりに再会し、「本性が出て」昔の自分を取り戻していく。たろーといるときが自分らしくいられる時らしい。実は総資産10兆円の辰巳財閥の御曹司で、30歳になったら後を継ぐことになっていたのだが、敷かれたレールをただ進むだけの人生に疑問を感じていた。その後、由紀恵との婚約を解消し、改めて自分の意志で彼女にプロポーズしている。
『うみとそらの物語』にも登場、該当の節で述べる。
村西 忠男（むらにし ただお）
編集長。かつては凄腕の編集者として有名だったが、今はすっかりやる気を失い、昼間仕事中でも酒をかっくらってだらだらと過ごしていた。しかし良い作品や作家の力量などを見抜く目は健在であり、たろーとの出会い後は本腰を入れ、コミックショーネンのため様々な手を打っていく。
モデルは元『週刊少年ジャンプ』編集長の西村繁男。
山崎（やまざき）
副編集長。ひどくあたりまえの、まったく正しい、反論できないような、しかし全然面白くないことしか言わないと言われている。
藤井（ふじい）
相談役派の編集部員で、スパイのようなことをしている。いかにもやる気がなさそうな、ヘラついた男。後に相談役派から栄転を打診されるが、第4編集部の環境に居心地の良さを感じていたため、「俺みたいなのがまだ必要ですから」と理由を付けて固辞した。
古池（こいけ）
編集部員。たろーに影響され、仕事に力が入るようになった。
ミノムシ長谷川（ミノムシ はせがわ）
編集部員。寝袋に入って机の下で寝ていることから、この名で呼ばれているらしい。
大塚（おおつか）
アルバイト。編集志望で、「もんもんモンスターの大冒険」外伝のストーリーを趣味で書いている。
折原 未緒 （おりはら みお）
コミックショーネンの増刊号を出す際に配置されたアルバイト。少々動作がとろい。犬井のたろーに対する行動に嫉妬するような描写があった。

#### 大山田出版 関係者
相談役（そうだんやく）
氏名不詳。山田社長を解任し自派の佐藤常務を社長にしようと目論んでいる。たろーに「困ったら相談にのってくれる人」と誤解されてしまう。
小野田部長（おのだぶちょう）
第1編集部々長。娘が辰巳の婚約者であることから、辰巳に目をかけていた。
本山 秀樹（もとやま ひでき）
販売部員。元高校空手チャンピオンで痔持ち。コミックショーネンの販売部数増加に驚愕する。大増刊号の販売会議では自分の進退をかけて初版部数の増刷を願い出た。

#### 株式会社 戯画出版
間野（まの）
株式会社戯画出版取締役社長。仕事に感傷を持ち込むことが、虫ずがはしるほど嫌いだという。

#### 「週刊少年ギーガ」編集部
「週刊少年ギーガ」
発行部数600万部を誇る。もうこれ以上の本は二度と現れないだろうと言われるほどの怪物雑誌。
五島（ごとう）
編集長。かつては村西の下で「大冒険ブック」の編集をしていた。会社が倒産し、ともにコミックショーネンに移るはずだったが、種々の事情でギーガへ。その際大冒険ブックの作家を強引に引き抜き、編集に村西のノウハウを使ったため、後ろめたい気持ちを抱いていた。
モデルは西村の次に『週刊少年ジャンプ』編集長となった後藤広喜。
間野 総太郎（まの そうたろう）
副編集長。社長の息子。600万部の王者は常に王者でなければならないと言い、コミックショーネンとの草野球試合に勝つために、ボーナスで釣ろうとするなどした。血を見ただけで気を失いそうになる。けっこうおっちょこちょい。
山田 健太（やまだ けんた）
かつて甲子園でたろーと戦った「鉄腕」。早乙女に連れてこられた「究極の未完璧編集部員」。
早乙女 龍之介（さおとめ りゅうのすけ）
新編集長。完璧を目指し、また何事も完璧だと称しているが、常にどこか間違えている。金さえあればなんでもできるという考え方を地で行く男で、間野総太郎でさえもうんざりさせるほどだった。

#### 漫画家・原作者
須永（すなが）
かつての海空高校1番打者。人呼んで「さすらいの賭博師」。少年ギーガにて、「巨大な流星」「Tomorrow is another day」という同誌の中でも飛び抜けて人気が高く、アニメ化までされている作品の原作者。後にギーガを離れ、たろーに漫画の原作を託すことになる。その原作に付けられたタイトルである「うみとそらの物語～Legend of Seasky～」は、前者は次作のメインタイトルに、後者は次作に登場する人物の愛読書である自身作の小説のタイトルに流用された。その次作にも登場、該当の節で述べる。
中津川 誠（なかつがわ まこと）
コミックショーネンにて「遙かなる幻愛」を連載していたが、だんだん魂のこもっていない、絶妙に手を抜いた作品しか描かなくなり、打ち切りリストの第1位に挙げられていた。しかしたろーと出会ったことで、昔の自分を取り戻し復活した。
もりかわ はじめ / 森川くん（もりかわ-）
「改造ねずみハムちゅー仮面」作者。以前から漫画の持ち込みをしていたのだが、辰巳に酷評され追い返されていた。たまたまたろーが初めて大山田出版に来た際に出会い、編集者と勘違いし原稿を見せたことで運命が激変した。後にハムちゅー仮面はコミックショーネン誌初のアニメ化作品となる。
犬井 圭子（いぬい けいこ）/ 犬井 わん（いぬい -）
「もんもんモンスターの大冒険」（以下、もんもんモンスター）の作者である女性漫画家。コミックショーネン誌では人気1位の作品だったが、次々と新しいモンスターを登場させろという編集の要望に応えた結果であって自分の書きたいものとかけ離れたものになったことに疲れはて、一度は逃亡する。たろーと出会って、逃げてはいけないと気づかされる。たろーに次第に好意を抱くようになる。
「もんもんモンスター」は後にコミックショーネン誌のアニメ化第2弾として劇場版アニメとして公開され、自身も脚本も手掛けている。登場したうさぎ耳の女性キャラであるサァラは彼女自身を、猿人モンスターのローターはたろーをモデルにしている。
小学生時代は小松崎のファンで実際に会ったこともある。代表作である「餓鬼道伝説」の単行本を全巻持っており、毎日ノートに「餓鬼道伝説」のキャラを描いていた。そのノートには小松崎の自筆で「精進しろよ」との言葉が書かれておりそれを励みに漫画家の道を目指していた。「もんもんモンスター」は「餓鬼道伝説」のオマージュで、登場するモンスターは「餓鬼道伝説」に登場するキャラクターが基になっている。そのため、読み切り作品の「紅の坂道」を見た時はあまりのクオリティの落差にショックを受け作品を見たくないと嘆く程だったが、「スペースゴクドー」で復活して以降は以前よりもクオリティが上がっていること、同じ雑誌で作品が載っていくことを感慨深げに感じ取っていた。
小松崎 たかし（こまつざき - ）
村西によって発掘され育てあげられた漫画家で、かつては「餓鬼道伝説」という人気作を描いていた。だが、村西と袂を分かって後、坂道を転がり落ちるように人気が落ちてしまい、もはや終わった漫画家と言われていた。しかしたろーとの出会いで昔を取り戻し、「素浪人スペースゴクドー」を描き上げた。別居中の妻・麻美（あさみ）、息子の大（だい）、娘の由衣（ゆい）がいて、3人が家を出たころから作風が変わり人気が落ちていたが、かつての仕事場で2年間住んでいた四畳半のアパートを麻美が借り続け、部屋を出て行った15年前の状態で残していたことを知り和解する、そして「スペースゴクドー」で復活してからの仕事場として再び使われることとなった。

#### アニメーション関係
川柳 比呂志（かわやなぎ ひろし）
シースカイアニメーション社長。かつて勤めていた会社が倒産し途方にくれていたときに、たまたま海空と山沼の地区大会決勝を観戦し、海空の強烈な粘りに感動。以後海空を見続け、海空高校野球部員にもらった感動・勇気・希望を多くの子供達につたえようとアニメーション会社を興した。息子の海（かい）は第1話から登場しており、二人の友達と共に無職だったたろーの心配をしたり、就職後は出版社に顔を出したりするなど所々に登場し、親子ともども川柳をひねる。海からたろーの話を聞いてハムちゅー仮面のアニメ化を企画する。海の名前とシースカイアニメーションの企業名はともに海空高校からつけられたものである。
熊田 猪一郎（くまだ いいちろう）
かつての海空高校野球部員。「スタジオがぶり」にて宮畑のもとで助監督をしていた。ライバル作品の監督を手掛ける関係で宮畑が断ったハムちゅー仮面の監督に抜擢される。あいかわらず少々気が弱く、泣き虫。
虹野 響子（にじの きょうこ）
七色の声を持つベテラン声優。たろーからは「若く作ったおばさん」と言われる。当初はハムちゅー仮面にキャスティングされる予定だった。しかしたろーが納得しなかったものの、それでも使ってほしいと川柳に嘆願し、公園に作った巨大な紙芝居で敵キャラのネコにゃー魔人を演じたことからネコにゃー魔人の役を務めることとなる。
上川 美英（かみかわ みえ）
声優になるために父親の反対を押し切って北海道から出てきてアルバイトをしながら声優の勉強をしている。たろーと同じアパートに住み、近所の公園で子供達相手に紙芝居を見せていて、その声がハムちゅー仮面のイメージと感じたたろーによってハムちゅー仮面の声優に抜擢された。上京後は常に和服を着ており、たろーの頼みならばなんでも聞くと言っていた。実家から送られてくるじゃがいもをたろーの玉ねぎと交換してもらっており、たろーが作るじゃがいもと玉ねぎを入れたインスタントラーメンが小松崎の「素浪人スペースゴクドー」を生み出すきっかけともなった。

#### その他
新開（しんかい）
高校時代、たろー・辰巳と共に甲子園で活躍した元チームメイト。作内では某スポーツの編集部員となっていた。プロローグの1ページしか登場しない。たろーと同じ28歳だと語り、故障をした たろーのその後の進路を心配している。
花田 佐智枝（はなだ さちえ）
クレーター化粧品会長。夫の訃報ニュースの放送中に乱入したたろーのおかげで生きる力を取り戻したと言い、ハムちゅー仮面アニメ化のスポンサーを買って出る。視聴者層と業種の接点がないかと思われたが、ハムちゅー仮面石けんやハムちゅー仮面ハムなどを発売し、確実に商売に結びつけていく。
反省堂書店々主（はんせいどうしょてん てんしゅ）
「海よりも深く反省だ」が口癖の、町の書店経営者。
小野田 由紀恵（おのだ ゆきえ）
辰巳の婚約者。いったんは婚約解消となるが、後にプロポーズされることとなる。自分は辰巳が好きだが、辰巳はそうは思ってくれていないと、長いこと悩んでいた。
『うみとそらの物語』にも登場、該当節で述べる。
近藤（こんどう）
かつての山沼高校野球部員。今はあすなろ園の園長代理をしているが、経営は苦しく、苦労している。たろーと辰巳が黙って援助してくれたことに感謝し恩義を感じており、たろーへの協力を惜しまない。
残場組長（ざんばくみちょう）
留置所内にいたやくざの親分。たろーは同じ留置所で会ったことで、漫画作品「もんもんモンスターの大冒険」を更に面白くするためのキャラクター「史上最高のモンスター」を創るきっかけを掴んだ。たろーは自分との出会いが為になったと考えており、釈放の際にそんなたろーを激励する。
田所 三太（たどころ さんた）
クレーター化粧品研究員。かつての看板商品だったへちまの洗顔化粧水「月の雫」にこだわりへちま水を開発していたが、海外勢に押されている焦りから他の開発陣から相手にされず「うらなりへちまの田所」と呼ばれていた。しかし、たろー・辰己・若山さん・ジョセフィーヌ（辰己家で飼っている犬）の協力の下、創業前に植えられた「伝説のへちま」の茎を使った化粧水「月のさむらい」を開発し商品化されて大ヒットとなった。たろーのために協力する若山さんを見て、たろーに好意を寄せていると勘づいていた。
梅田ババァ（うめだ-）
小松崎がかつて住んでいた「若草荘」の管理人。小松崎を「たーちゃん」と、村西を「村西ちゃん」と呼び、売れない頃からの愛読者でもある。
小松崎曰く「（以前住んでいた時点で）すでに死にそうだったのにまだ生きてたのか」と驚いていたが、再開後の読切作を見せて「つまらない漫画を読まされているうちは死んでも死にきれない」と返事を返している。のちに「スペースゴクドー」を描き上げて畳の上で寝ている小松崎の姿を見た妻と、その後の同作のヒットで和解した小松崎一家を見たたろー達にそれぞれ「もう大丈夫」と伝えている。

### うみとそらの物語編の登場人物
※一部登場人物については「仮編集部員編の登場人物紹介」も参照。話数表記は「〇〇時間目」。

#### 主要人物
山下 たろー（やました-）
前作から引き続き主人公を務める。当初は如月小学校に赴任する予定だったが事の成り行きで村立海空小学校で教鞭をとることとなった。子供たちからは「せんせー」と呼ばれ慕われている。
海空小の野球チームの監督も務め、水無月小との試合では水無月小の大補欠と言われ海空小のメンバーとして参加した下山田ろくろーと、同じく水無月小のエースピッチャーである村田の隠れた才能を開花させる。ただし小学校の野球は7回までというルールを知らなかった。
物語終盤でかつての師だった横山と再会、横山が監督を務める天上高校の臨時コーチを頼まれるが、横山が怪我を負ったため一時的に代理監督を務めることとなる。
32時間目から髪型が若干変更された。
山下 佳代子（やました かよこ）/ 若山さん（わかやま-）
前作で出版会社の社長秘書をしていた女性。下の名前は本作で初めて明らかにされた。前作でもたろーに惹かれており、本作ではたろーと結婚して一男を儲けている。結婚後もたろーをはじめとしたほとんどの人が旧姓の「若山さん」と呼んでいるため、本項でも「若山さん」と記述する。
たろーのことが好きで、ただならない信頼を寄せている。結婚する前はたろーが教師になるための支援と面倒を見ており、駆け落ち同然でたろーと結婚している。夜にたろーを求めるときは「ご慈愛を頂戴します」と一礼をする。最終回で第二子をお腹に宿していることを打ち明けた。
裁縫は苦手だが、野球の試合のためにユニフォームを作っている。総一郎曰く泳げない。
山下 総一郎（やました そういちろう）
たろーの息子。3歳だが大人顔負けの賢さを持っていて、2歳の時点で太宰治の「走れメロス」を読んでいる。野球の試合では右翼手を守る。たろーや若山さんのことを「父上、母上」と呼んでいる。結婚する前の二人の行動について理解できていない描写があり、若山さんの言う「ご慈愛」についても薄々気づいている模様。
辰巳 亮介（たつみ りょうすけ）
辰巳コンツェルンのリゾート開発責任者で次期社長。村立海空小学校の場所を近未来リゾート地にするために嶋之島に訪れ、たろーと再会する、しかし本来の目的は婚約を解消して行方不明になった由紀恵がこの島にいることを聞き探しにやってきた。たろーとは当初こそはプロジェクト達成のために仲違いしていたが、たろーに庇ってもらったことで葛藤する龍之介に（たろーのことは）心配するなと声をかけたり、後に野球の練習に付き合うなど関係そのものは悪いわけではない。ただしたろーを殴る癖は相変わらず。
水無月小の合宿では野球部監督と如月小校長から臨時コーチを頼まれたろー率いる海空小と対戦することとなり、監督や野球部員に海空小との試合が全国制覇のためには必要であることを教えた。

#### 村立海空小学校
山の上にある木造の小学校。かつては違う名前の小学校だったが現在は廃校に等しく、取り壊しを防ぐため東村が一人で暮らしていた。生徒は全員3年生の5人だが、後にとめや才蔵も加わり7人となる。一時は辰己によるリゾート開発の拠点として取り壊しの危機もあったがとめの転校により免れる。旧校名は明らかになっていないため、本項では旧校時代も「海空小学校」で統一する。
フータロー
クラスのリーダー的存在で学級委員を務める少年。野球の試合では9番一塁手を守る。面倒見がよく仲間から信頼を得ていた。如月小を追われたたろーに「もっといろんなこと、この瞬間楽しいことが無尽蔵にあること、海と空がたくさんあることをもっと教えてほしい」と叫んで呼び止めたのも彼である。その後本土からやってきた母親に東京へ連れて帰ると言われるが、たろー達の必死の説得で島に残ることとなった。そのほかにも、龍之介には（たろーから）「この瞬間の大切さをこの瞬間にも教えてもらっている」と教えている。
野球に関しては当初はたろーの指導に対して仲間と共に異を唱え投げ出す場面もあったが、たろーが辰己と練習している姿を見て考えを変え、改めてたろーに野球を教えてもらうことを志願した。水無月小の試合ではそれまでパーフェクトに抑えられていた6回に内野安打で塁に出て村田の完全試合を崩した。
ドデスカ伝（ -でん）
クラスの中では一番体格はいい少年。しかし父親に似て臆病者で大袈裟。弟がいる。一番の苦手は母親。野球の試合では打順は不明だが投手を務める。当初はたろーの授業には否定的だったが、「バカもここまで来れば清々しい」と考えるようになり、フータローら仲間たちとともにたろーを呼び止めることとなった。
野球に関しては当初たろーのことを野球未経験者だと思っていた。一度は仲間と共に練習を辞めるがその後再度志願し、学校での練習以外にわび助と一緒に神社でも練習をしていた。
わび助（わびすけ）
将来は父の跡を継いで大工になりたいと考えている少年。野球の試合では打順は不明だが捕手を務める。如月小学校に通うさくらに好意を寄せていて、頼子に対してのさくら心の傷を癒す手助けをする。算数が苦手で、如月小時代にフータローの答案用紙を覗かせてもらっていたが、間違えてフータローの名前で書いてしまったため先生に怒られる過去を持つ。
水無月小編ではコントロールの定まらないドデスカの投球練習に付き合い、ボールが顔面に当り鼻血を出しながらもドデスカの投げるボールを受け止めている。
びちびち
心優しいが気が小さく腹が弱く、いつもお腹を壊している少年。スキンヘッドで頭の上に一本毛が生えていて、冬でもタンクトップに短パンという姿でいる。水無月小との練習試合では7番中堅手を守る（公式戦1回戦では三塁手を守っていた）。
如月小時代は精神的ストレスにより常にお腹を壊している状態だったが、たろーの授業を受けた時はお腹を壊さなかったこともあり、仲間と一緒に島を離れようとするたろーを追いかけた。
水無月小編では、練習中ただ一人簡単なフライを取れなかったが、東村とフータローの練習の甲斐あって水無月小との試合では村田が打ったホームラン性の当たりをフェンスをよじ登って掴み取り（海に落ちかけたところは詠み人と龍之介が掴んでグラウンドに戻す）、さらに満塁だったため満塁ホームランと思っていた選手は全員ホームへ進んでいたため三重殺（トリプルプレイ）となった。
詠み人（よみびと）
前作にも登場した須永を彷彿とさせるクールな少年。如月小に通っていた時にいつも一人でいるところをフータローが声をかけ仲間にした。常に帽子を被っていて脱いだ姿は描かれていなく、家族構成も不明。何かあることに一句を詠んでいて、野球の試合では2番二塁手を守る。将来の夢を持たず運命に逆らわず流れのままに生きることを信条とし、現実よりも文章の中で自由に会話ができていた。須永の書いた小説を愛読書にしている。
如月小学校時代では小説を書いており、最初に読ませてもらったフータローは続きを楽しみにしていたが、その小説を当時の担任が心無い酷評をした上に没収されたことが深い心の傷となってしまったため小説を書くことをやめていた。その後海空小学校を訪れた須永がその小説を読み、「たろーの魂の反応を信じること」「続きを待ちわびる人がいる限り完成させるべき」とアドバイスを送られ、再び小説を書くことを始めた。なお、このエピソードは単行本（書籍版）では収録されていない。
5時間目で頭の上に芽が追加され、ドデスカはどう育つのかを楽しみにしていることを語っている。後半から終盤にかけては名前の表記が片仮名の「ヨミビト」に変更されている。
水無月小との試合では「正攻法では徒労」の考えから相手ピッチャーの意表を突くバントで出塁しフータローととめに続き塁に出た。
白倉 とめ（しらくら -）
海空小学校の6人目の生徒で唯一の女の子。ドデスカの次に背が高い。ツインテールの髪型でワンピースのやフリルの入った服を着ることが多く、同じ服の多い男子と違い着る服のバリエーションは多い。野球の試合では1番遊撃手を守る。
島の7割の土地を所有する資産家の娘で、東京から帰ってきて如月小学校に転校し太郎一のクラスに編入する予定だったが、東京にいた時の極度の人間不信から「学校はただ傷つきに行く場所」と転校することを拒否し、家からこっそり抜け出して海空小学校に足を運んでいた。当初こそは自ら壁を作り孤立していたが、たろー達の暖かい心を目の当たりにして自分の心の中にあった深い闇から救い出してくれたこと、それと過去に自分の誕生日を祝い「アリス」と名付けてくれた少女（おねえさん）との約束のために海空小学校に転校する。海空小学校に転校してからは皆と仲良く接している。ただし目的のため（神社の霊の正体〈＝由紀恵〉を探るときやわび助の恋の行方の観察等）なら手段を選ばない黒い部分もあり、クラスの仲間を仕切ることもある。
自分のことを「とめ」と呼ばれることを頑なに拒絶し、皆には「有栖」と呼ぶように言い聞かせている。一方、たろーやクラスの仲間が「とめの有栖」と呼んでいることについては拒絶する反応は見せていない。おねえさんから誕生日プレゼントとして貰ったクマのぬいぐるみ（いがぐりまろんぶらうん）を「親友」としていつも肌身離さず持っている。このぬいぐるみを使った腹話術で自分の気持ちを語ることもある。
たろーのことは「ぽち」と呼ぶが、表には出さないものの強い信頼を寄せている。絵が上手で、図工の授業で描いた絵はクラスの仲間を描いた優しい雰囲気の絵を皆に見せた。ただし、東京にいた時に絵画教室で描いていた絵は暗くて闇の深い物ばかりで母親と思われる人物も頭を悩ませていた。
水無月小との試合では相手打者の打った球を咄嗟の判断で素手でつかんだためバットも握れなくなるほどの怪我を負うが、右手を包帯で固定しフータローに続き内野安打を放つ。
35時間目の途中から目のタッチが変更された。
才蔵（さいぞう）
海空小学校の7人目の生徒で、嶋之島から三里離れている儀右衛門島（ギエモンとう）に祖父と住む少年。「漁師に学校は必要ない」と考える祖父をたろーの体を張った必死の説得によって海空小学校に編入する。室町時代から続く「儀右衛門」の十四代目にするべく祖父から漁師として育てられていて学校には通っていなかった。漁師として一番大切な「生命を感じる力、命のある場所」を嗅ぎ分ける能力を持っている。
漁の最中に海空小と水無月小の試合を見たことがきっかけで学校と野球に興味を持ち、深夜の海空小や如月小に侵入してこっそり教科書を借りて独学で勉強していた。頭は良くない上に字も下手だが運動神経は抜群で、ボールを投げた際も非常に威力があり皆を驚かせた。
単行本（書籍版）ではこれらのエピソードは収録されておらず「うみぞら新聞 号外」として1ページにまとめられている。
東村 勘太郎（ひがしむら かんたろう）
村立海空小学校の卒業生でもあり校長。前作の村西を彷彿とさせる外見の男性。たろーらが来る前は取り壊しを防ぐために廃校同然の小学校の宿直室に寝泊まりをして昼間から酒を飲む生活をしていた。小学生時代は庄田と共に常に運動会のかけっこで1位を争っており、運動会の二人三脚でも「長々組」としてコンビを組む。頼子の生前時、さくらからは「かたぎの人じゃない」と怖がられた。
たろーの高校野球時代のことをわずかに知っている模様で、水無月小編では夜の自主練に励んでいだフータローとびちびちの練習に付き合う。
東村 頼子（ひがしむら よりこ）
東村の妻。東村と村長の庄田と共に海空小学校に通っていた。もともと体が弱く5年前に亡くなっている。庄田もかつては好意を寄せていて、空気のように必要な人だったと東村に話している。人見知りが極めて激しかったさくらも懐いていた。晩年は桜の木のある場所で体を休めていて「死ぬなら学校で、最後の一瞬まで"先生"でいたい」と貫き通したが、さくらからは「悲しみを与えたまま死なせてしまった」と深い心の傷になっている。

#### 村立海空小学校の関係者
フータローの両親
父親は風みたくふらふらと落ち着かなく、一度狩りに出ると何日も帰ってこない。運動会の時は鯛飯と生き作りを作って皆に振舞った。
母親は東京で会社を興しており、フータローを連れて帰ろうとしたが、たろーたちの熱意に負けて島に残すことを決意した。
ドデスカの両親
父親はよく母親に追いかけられ大袈裟で臆病者。ドデスカも影響を受けてしまっている。
母親は体格が良く声も大きい。止められるのは元相撲選手の駐在員くらいである。
わび助の父親
大工の棟梁でわび助の目標となっていた。当初はたろーのことをインチキ教師と言っていたが、わび助の作文を聞いて考えを改め、まだ住処のなかったたろー一家の住居を用意した。
びちびちの両親
農家を営んでおり、父母共にびちびちに顔が似ている。
白倉 平八郎（しらくら へいはちろう）
とめの父親か祖父かは不明で、名前のみの登場で姿は明らかではないが、嶋之島の70%の土地を所有する大地主。辰己曰く「島の開発の行方を握る最重要人物」。
とめの執事
とめから「じい」と呼ばれている眼鏡をかけ髭を生やした老年の男性。多忙で家にいないとめの両親の代わりとなっている。とめの回想で母親と思われる人物（シルエットでの登場）にとめの暗く闇の深い絵を見せて、とめの心はガラス細工でできていると言ったうえで「この絵を変えてくれる人との出会いが必要」と進言している。
才蔵の祖父
十三代目「儀右衛門」の名を持つ漁師。息子が漁師を継がなかったため孫である才蔵に儀右衛門の名を継がせようとしている。そのため学校の勉強は必要ないと言い聞かせていたが、海空小に強い生命力があり才蔵が惹きつ付けられたことを悟り、海空小への編入を許可した。

#### 私立如月小学校
嶋之島にある私立小学校。寮を備え最高級の設備を備えている。都会からだけでなく海空小（旧）の生徒も全員転校していた。設立からの時期は話によってばらつきがあるため不明とする。
三島 龍之介（みしま りゅうのすけ）
私立如月小学校に通う生徒。前作の早乙女龍之介を彷彿させる姿で、常に何かしらの本を読んでいる。成績優秀で将来有望な生徒だが、海空小学校が出来てからは時々学校を休んで陰でたろーの授業を覗いている。当初はたろーを疎ましく思い、たろーの授業を「未来の役にも立たない」と言っていたが、ある一件でたろーに助けてもらったことをきっかけにして「この瞬間の大切さ」のためにたろーの授業も必要としていることを伝えた。
水無月小との練習試合では海空小チームの一員として8番左翼手として参戦し如月小の生徒が皆不思議がっていた。総一郎ですらアウトを取っているのに自分がまだ取れていないことに焦りを感じたろーの言葉に理解ができず苦悩していたが、無意識に体が動いたことでたろーの言ったことを理解できるようになった。
山下 太郎一（やました たろういち）
ハーバード大学卒業の如月小学校の本来の新任教師で、村の助役である大倉が見つけて招いた。授業内容は家庭教師並みに激しいが、細かいところまでは教えていない。
運動会ではダメな人間を作り出す温床と言いながら、心躍る懐かしい響きと本音を漏らしている。過去の苦い記憶から「イダテンマン」となり、一番足の遅いびちびちに早く走るためのコツを伝授した。
校長
半月目で唇が太く、スキンヘッドで常に葉巻を吸っている。たろーのことを快くは思っておらず、常に粗探しをして海空小学校を潰し、たろーを島から追い出すことを考えていた（結果的にはとめが海空小に転校したことで学校を潰すことはできなくなったが、龍之介に怪我を負わせた疑いをかけてたろーを島から追放しようと考えるものの失敗に終わった）。緊張状態になると大量の汗をかく。
小近衛 十四郎（ここのえ じゅうしろう）
如月小学校の教師。幼き頃の若山さんを知っていて執念に近い好意を寄せていた。若山さんのことを「若山佳代子」と旧姓のフルネームで呼び、若山さんのために強くなったと思い込んでいた。若山さんを賭けたたろーとの剣道の決闘で終始たろーを圧倒するものの、自分が原因で木菜子が海に落ちた時は助けに飛び込んだたろーと違い何もできず自分の弱さに気づく。たろーに負けて以降も若山さんに未練を持っている模様で、若山さんの名前を出しただけでパニック状態になる。
才蔵が教科書を無断で借りたことに絡んでたろーにあらぬ疑いをかけられて駐在に捕まったときは、とめの手を握りながら「薔薇も色あせるような手で泥棒ができるわけがない」と言い、たろーは（盗みを）やっていないと主張するフータローらの言い分を信じようと太郎一に話してたろーを解放している。
木菜子（きなこ）
十四郎を心酔する少女。たろーと十四郎の決闘の際に過剰に攻撃をする十四郎を止めようとした龍之介を突き飛ばした時に巻き込まれて海に落ちる。
さくら
元海空小の生徒で現在は如月小に通っている少女。
幼いころは人と接することが苦手でわずかな刺激に敏感に反応する心を持っていて、初見の東村ですら極度に怖がっていた。しかし頼子にだけは懐き好いていた。毎年桜の時期になると頼子の墓に花を供えている。
わび助が水の溜まった田んぼに落とした500円硬貨を拾ってあげたことでわび助からは「泥だらけの天使」と呼ばれていたが、帰り際に落とした河童キャラのキーホルダーをわび助が返しに行ったときに、わび助が海空小学校の人間だと知ると急にを冷たい態度を取るようになった。
わび助から事情を聞いた東村の過去の写真から5年前に埋めたタイムカプセルを埋める写真があり、たろー達によって校庭を掘り返してタイムカプセルを見つけ出す。見つけ出した時は「あの頃に戻りたくない」と逃げるが、自分の袋の中に入っていた大人になった彼女へ宛てた頼子からの手紙（彼女自身は入っていたことを知らなかった）を見てそれまでの気持ちを改め直した。
ぶっくれ宗吾（-そうご）
ドデスカの弟で如月小に通っている。兄とは似ていない。公式大会に出場した海空小の試合を見て冷静に分析している。

#### 嶋之島の住民
庄田 長吉（しょうだ ちょうきち）
東村の同級生で村の村長。東京の立派な大学を出て国家の官僚に登り詰めたが行き詰って島に帰ってきた。帰島後、頼子の勧めで村長に立候補し現在に至る。教室の柱の東村夫妻の相合傘は彼が彫ったものである。
当初はたろーが教師になることに難色を示していたが（教員免許を持っているが教育委員会の採用試験に合格していないため）、自治体が独自に採用する事例を利用してたろーを海空小学校の教員として採用した。
てんぷくじーさん
たろー一家が島訪れた時に船頭をしていた老人。船はわび助の父親によるもので、何度も船をひっくり返しているが一度も死人を出したことがない。運動会では弁当も転覆させている。島へ来た当初、たろーのことを「選りすぐりの子供らを集めた教師に相応しくない」と言い（ただし悪い意味で言ったわけではない）、如月小を追われ住む場所のないたろー一家に家が見つかるまで息子の船（クルーザー）を貸した。そのほか、フータローを東京に連れていかせないために故意に船を転覆させたり、たろーと小近衛十四郎との決闘で海に落ちた木菜子と助けに行ったたろーと若山さんを助け出した。
小野田 由紀恵（おのだ ゆきえ）
前作にも登場した辰巳の元婚約者。髪が長く全体的に白くなっている等、雰囲気が大幅に変わっている。たろーや若山さんの知らないところで辰己との婚約を一方的に解消していた。
最初は神社で見かけ、ふっと現れふっと消えることから「神社の妖精」と呼ばれ生徒らからは幽霊と思われていたが、実は神社脇の森の奥にある小さな一軒家に老婆と一緒に住んでいた。若山さんとの会話で小さいころから気管が弱く、そのせいで肺気腫になってしまい、空気のきれいな嶋之島でを療養していることを明かし、辰己との別れを告げたのも将来がある辰己のことを思い、自分の病気で重荷になってはいけないということからと話している。それでも辰己に対する気持ちは変わりなく、毎日神社に足を運んで祈願していた。その後たろーが「誘拐」して辰己らを呼び寄せた時にいづみが辰己との婚約解消を宣言したことで病を治すことを決意する。
たろーに誘拐された時に、「もし誘拐犯人さん（たろー）のせいで若山さんが不幸になっても一緒にいることができるか」との問いにたろーが「いなくなったら困る」と返した時は若山さんのことを羨ましがっていた。
大倉（おおくら）
県から派遣された村の助役。たろーを教員として採用することを反対としていた。運動会の二人三脚ではたろーと組むこととなり、自分も生まれついての最下位であることを明かした。その結果最下位同士の力が共鳴し、東村・庄田組を押さえてトップでゴールした。
切り身おばさん（きりみ-）
「魚群のまき」とも呼ばれている、若山さんに島で暮らすための術を教えた魚屋の女主人。病気で起きることのできなくなった主人に代わり店を切り盛りしている。更に息子が如月小学校に通い初めてからなおのこと無理して働くようになった。一度切り身にされた魚をくっつけて海に話したら何事もなかったかのように元気に泳いでいくという「奇跡の腕」を持っていると言われている。しかもその姿はだれにも見せたことがない。たろー一家が島で暮らし始めた時、生の魚を触ることのできなかった若山さんをはじめは頼りなく見て冷たい態度で接していたが、働き過ぎて腰を痛めて動けなくなったときに若山さんが代わりに魚を全部売り切ったのを見て見方を変え、伝説の包丁捌きを見せた。後にたろー宅に訪れて若山さんの作った野菜を味見し「完全無欠の味」と褒めた。

#### 私立水無月小学校
下山田 ろくろー（しもやまだ ‐ ）
私立水無月小の野球部に所属する少年。前作の大山田出版の社長の息子、山田六郎を彷彿とさせる姿で、かつてのたろーと同じ練習にも入れさせてもらえない大補欠だったが、大正選手になるために海空小学校のチームから3番三塁手として出場。たろーの「萬金丹打法」をマスターし、水無月小との練習試合ではチームメイトである村田から満塁ホームランを打つまでに成長した。同じく試合中に成長を遂げた村田との決定的な違いは「直接たろーから指導してもらっている」ということを辰己が水無月小の監督に伝えている。
下山田・兄（しもやまだ あに）
ろくろーの兄。名前は不明。かつては水無月小の主将で4番のエースで、練習の後も毎日弟との練習にも付き合っていたが、全国大会を賭けた試合の前日、弟との練習中に濁流に飲み込まれた弟を助けるために大怪我を負い野球のできる体ではなくなり、自分の夢を弟に託した。
村田（むらた）
水無月小のエース。ろくろ―の兄を尊敬し憧れを持ち、フォームを真似て正選手の座を掴み取った。ろくろーのことは当初は卑下し、海空小との練習試合は時間の無駄だと言っていたが、試合ではろくろーからボールをバットに捉えられるようになってからは見方を変え、更には自身もこれまでにないボールを投げるまでに成長することとなった。
野球部監督
氏名は不明。如月小校長と共に辰己に臨時コーチを頼む。ろくろ―のことを長年何を教えても身につかず当初は才能のかけらも見当たらないと冷たい反応を見せていたが、たろーの指導で短い期間で見違えるほどに成長したことに、さらにはたろーが指導していない村田やチームメイトまでもが自分が思った以上の成長を遂げたことに驚きを隠せず、たろーの指導力を認める。

#### その他
北原 いづみ（きたはら いづみ）
辰己の秘書であり婚約者。婚約者ではあるが辰己の気持ちが分からず不安になっていた。たろーにはたろーの言う本物の辰己の、若山さんには由紀恵のことを聞きに行く。
横山先生（よこやませんせい）
たろーの小学校の時の担任。たろーを野球の道に引き込み、教師の道に進むきっかけを作った恩人。現在は県立天上高校の野球部監督を勤めているが、たろーが臨時コーチとして招かれた際の練習中にファウルボールが顔に直撃し大怪我をする。
須永（すなが）
たろーと辰己の高校時代のチームメイトで、賭博師や漫画原作者の顔を持ち、詠み人が大事にしている小説の作者。たろーのいる島を流浪していた時に辰己からたろーがいることを聞き海空小学校に訪れた。たろーから読むよう頼まれた詠み人の小説を読み、読んでいる姿を見た詠み人に「たろーの魂を信じることだ」とアドバイスを送っている。そして詠み人が大事にしていた自身の小説に「山下たろーの"たまじい"に偽りなし」というメッセージを自身のサインと共に書き記している。単行本（書籍版）には登場していない。
大沢 然二（おおさわ ねんじ）
東村夫妻や庄田の小学生時代の担任で生物学者。東村の回想に登場し、嶋之島の生態系の研究をして本を出していた。天皇陛下から勲章まで貰っていたがそれでも島から離れず研究を続けていた。姿は違うがたろーに雰囲気が似ていて、それを見た庄田が（大沢が）たろーを呼び寄せたのではないかと呟いている。

## 単行本
※両シリーズとも書籍版はバンチコミックス（新潮社）から、電子書籍版はコアミックスから発刊されている。

### 株式会社大山田出版仮編集部員山下たろーくん
単行本5巻までは背表紙寄りに「BUNCH COMICS」のロゴ（初期発刊作品のフォーマット）が入れられていた。
12巻は通常よりは増ページである。
1巻・11巻・12巻は目次に本来のタイトルと異なる旨の注記が書かれていた。
1. 1巻（ISBN 978-4-10-771006-2）発売:2001年11月9日
2. 2巻（ISBN 978-4-10-771022-2）発売:2002年2月9日
3. 3巻（ISBN 978-4-10-771037-6）発売:2002年5月9日
4. 4巻（ISBN 978-4-10-771046-8）発売:2002年7月9日
5. 5巻（ISBN 978-4-10-771062-8）発売:2002年10月9日
6. 6巻（ISBN 978-4-10-771076-5）発売:2003年2月8日
7. 7巻（ISBN 978-4-10-771091-8）発売:2003年5月9日
8. 8巻（ISBN 978-4-10-771109-0）発売:2003年8月9日
9. 9巻（ISBN 978-4-10-771118-2）発売:2003年10月9日
10. 10巻（ISBN 978-4-10-771131-1）発売:2004年1月9日
11. 11巻（ISBN 978-4-10-771145-8）発売:2004年4月9日
12. 12巻（ISBN 978-4-10-771156-4）発売:2004年6月9日

### 山下たろーくん-うみとそらの物語-
書籍版の6巻は作者と編集部が厳選したダイジェスト版（53～77話の25話が未収録）となっていることが目次に記されている。そのため、書籍版の6巻は本来の78話が53話に置き換えられ全61話になっている。
なお、2019年現在の電子書籍版は書籍版と同じ6巻までの扱いとなっており、ebookjapan等9巻まで発売された電子書籍サイトでは6巻の53話以降と8巻の78話及び9巻の内容が重複する事態となっている。そのため、9巻まで発売されている電子書籍サイトでは本来の53～58話が読めない状態にある。
1. 1巻（ISBN 978-4-10-771202-8）発売:2005年3月9日
2. 2巻（ISBN 978-4-10-771212-7）発売:2005年5月9日
3. 3巻（ISBN 978-4-10-771222-6）発売:2005年7月8日
4. 4巻（ISBN 978-4-10-771238-7）発売:2005年10月8日
5. 5巻（ISBN 978-4-10-771248-6）発売:2005年12月9日
6. 6巻（ISBN 978-4-10-771292-9）発売:2006年9月9日